# Gare de Turenne
La gare de Turenne est une gare ferroviaire française, de la ligne de Brive-la-Gaillarde à Toulouse-Matabiau via Capdenac, située à proximité du bourg de la commune de Turenne, dans le département de la Corrèze en région Nouvelle-Aquitaine.
Elle est mise en service en 1862 par la Compagnie du chemin de fer de Paris à Orléans (PO).
C'est une gare voyageurs de la Société nationale des chemins de fer français (SNCF), desservie par des trains TER Occitanie.

## Situation ferroviaire
Établie à 151 mètres d'altitude, la gare de Turenne est située au point kilométrique (PK) 163,055 de la ligne de Brive-la-Gaillarde à Toulouse-Matabiau via Capdenac, entre les gares de Brive-la-Gaillarde et des Quatre-Routes.

## Histoire
La station de Turenne est mise en service le 10 novembre 1862 par la Compagnie du chemin de fer de Paris à Orléans (PO), lorsqu'elle ouvre à l'exploitation la section de Brive à Capdenac. 
De 1912 à 1931 elle était également une gare d'échange et de correspondance avec le réseau à voie métrique des Tramways de la Corrèze.
En 2014, c'est une gare voyageurs d'intérêt local (catégorie C : moins de 100 000 voyageurs par an de 2010 à 2011), qui dispose de deux quais (dont un pour la voie d'évitement), un abri et une traversée de voie à niveau par le public (TVP).

## Fréquentation
Selon les estimations de la SNCF, la fréquentation annuelle de la gare figure dans le tableau ci-dessous.
| Année               | 2015 | 2016 | 2017 | 2018 | 2019 | 2020 | 2021 | 2022 | 2023  |
| ------------------- | ---- | ---- | ---- | ---- | ---- | ---- | ---- | ---- | ----- |
| Nombre de voyageurs | 400  | 425  | 587  | 504  | 324  | 297  | 728  | 791  | 1 241 |

## Service des voyageurs

### Accueil
Gare SNCF, elle dispose d'un bâtiment voyageurs, avec guichet, ouvert du lundi au samedi et fermé les dimanches.

### Desserte

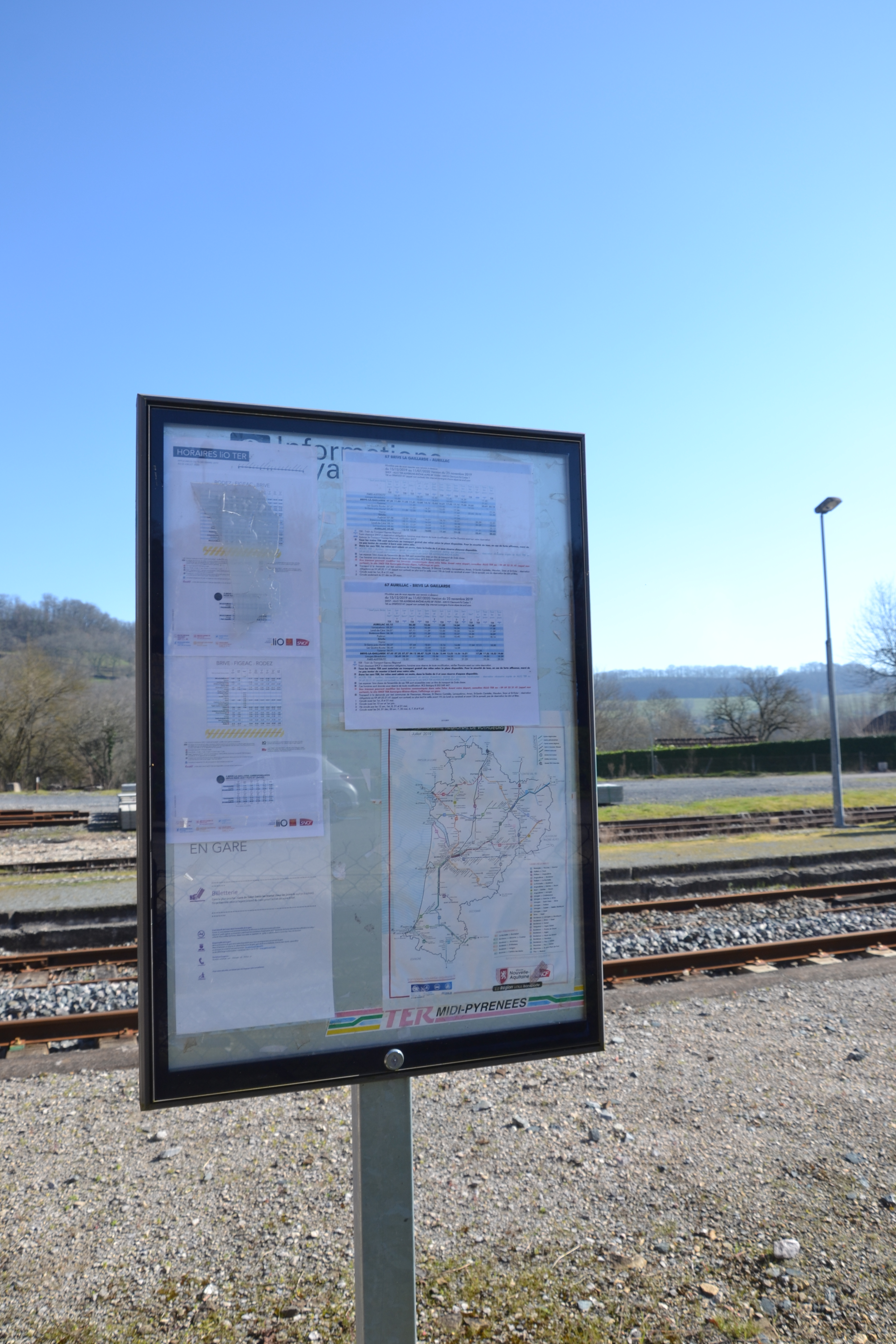
Panneau des horaires en gare de Turenne.

Turenne est une gare voyageurs du réseau Nouvelle-Aquitaine, mais est desservie par des trains TER Auvergne-Rhône-Alpes circulant entre Brive-la-Gaillarde et Aurillac et par des trains TER Occitanie circulant entre Brive-la-Gaillarde et Rodez.

### Intermodalité
Le stationnement des véhicules est possible à proximité de l'entrée de la gare.